# Lars Crépin
Lars Joachim Crépin, ursprungligen Crepin, född 31 oktober 1950 i Lilla Malma socken, Södermanlands län, är en svensk filmfotograf.
Crépin debuterade i TV-filmen Polskan och puckelryggen 1983 och har medverkat i drygt femton produktioner. Han har varit nominerad till en Guldbagge för Bästa foto två gånger: 1995 för Händerna och 2003 för Alla älskar Alice.

## Filmografi
- 1983 – Polskan och puckelryggen
- 1985 – August Palms äventyr (TV-serie)
- 1986 – Esarparen
- 1986 – Greta Garbo: The Temptress and the Clown
- 1986 – Yngsjömordet
- 1991 – Ålder okänd (TV-serie)
- 1992 – Den femtonde hövdingen
- 1993 – Glädjekällan
- 1994 – Händerna
- 1995 – Höst i paradiset
- 1996  – Torntuppen (TV-serie)
- 1997 – Spring för livet
- 1998 – Ögat
- 1999 – Där regnbågen slutar
- 2000 – Födelsedagen
- 2002 – Alla älskar Alice
- 2004 – Tre solar

## Priser och utmärkelser
- 2000 – Filmbana